# Perú
Perú (phát âm tiếng Tây Ban Nha: [peˈɾu], cũng thường viết không dấu là Peru), tên chính thức là Cộng hòa Perú (tiếng Tây Ban Nha: República del Perú, phát âm [reˈpuβlika ðel peˈɾu] ⓘ), là một quốc gia nằm ở phía Tây Nam Mỹ. Về phía bắc, Perú có biên giới với Ecuador và Colombia, về phía đông là Brasil, về phía đông nam là Bolivia, ở phía nam là Chile, phía tây Perú là Thái Bình Dương.
Lãnh thổ Perú là quê hương của nhiều nền văn hóa cổ đại, trải dài từ văn minh Norte Chico – một trong các nền văn minh cổ xưa nhất trên thế giới, đến Đế quốc Inca – quốc gia lớn nhất châu Mỹ thời kỳ tiền Colombo. Đế quốc Tây Ban Nha chinh phục khu vực vào thế kỷ XVI và thiết lập một phó vương quốc với thủ đô tại Lima. Sau khi giành được độc lập vào năm 1821, Perú trải qua các giai đoạn bất ổn định chính trị và khủng hoảng ngân sách, cũng như các giai đoạn ổn định và kinh tế tiến bộ.
Perú là một nước cộng hòa dân chủ đại nghị, được chia thành 25 vùng. Địa lý Perú biến đổi từ các đồng bằng khô hạn ở vùng duyên hải Thái Bình Dương đến các đỉnh của dãy Andes và các khu rừng nhiệt đới ở bồn địa Amazon. Perú là một quốc gia đang phát triển, có chỉ số phát triển con người ở mức cao và mức nghèo là khoảng 25,8%. Các hoạt động kinh tế chính của quốc gia gồm có khai mỏ, chế tạo, nông nghiệp và ngư nghiệp.
Perú là quốc gia đa sắc tộc, với dân số ước tính là 30,4 triệu, thành phần dân tộc bao gồm người da đỏ, người gốc Âu, người gốc Phi và người gốc Á. Ngôn ngữ chính được nói là tiếng Tây Ban Nha, song một lượng đáng kể người Perú nói tiếng Quechua hay các ngôn ngữ bản địa khác. Sự kết hợp của các truyền thống văn hóa khiến cho Perú có sự đa dạng lớn trên các lĩnh vực như nghệ thuật, ẩm thực, văn chương và âm nhạc.

## Từ nguyên
Từ Perú có khởi nguyên trong các ngôn ngữ khác nhau ở nam bộ Pháp và tây bắc bộ Tây Ban Nha và cũng tìm thấy tại xứ Corse, tuy nhiên đối với người châu Âu, từ Perú là phù hợp nhất để thay thế tên gọi nguyên bản Birú, là tên của một quân chủ bản địa sống vào đầu thế kỷ XVI gần vịnh San Miguel thuộc Panama ngày nay. Khi các nhà thám hiểm Tây Ban Nha đến thăm lãnh thổ của ông vào năm 1522, đó là phần cực nam của Tân Thế giới mà người châu Âu biết đến. Do đó, khi Francisco Pizarro khám phá khu vực ở xa hơn về phía nam, chúng được đặt tên là Birú hay Perú.
Vương quốc Tây Ban Nha trao cho tên gọi này địa vị pháp lý trong Capitulación de Toledo năm 1529, theo đó gọi tên Đế quốc Inca là tỉnh Perú. Dưới sự cai trị của Tây Ban Nha, quốc gia nhận tên gọi Phó vương quốc Perú, và trở thành nước Cộng hòa Perú sau chiến tranh giành độc lập.

## Địa lý

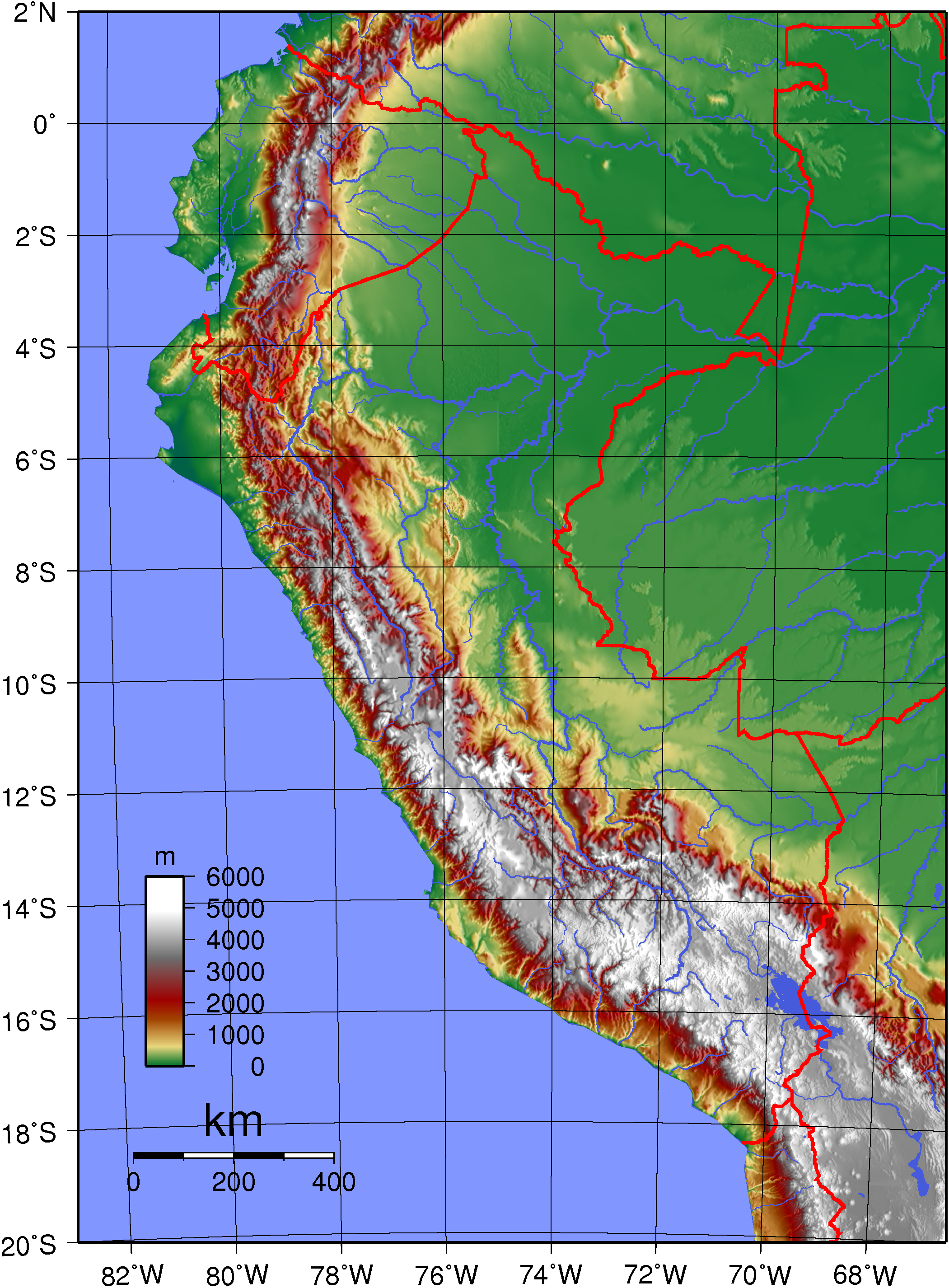
Bản đồ địa hình Perú

Perú là một quốc gia trên bờ biển phía tây trung tâm của Nam Mỹ đối diện với Thái Bình Dương. Nó nằm hoàn toàn ở Nam bán cầu, cực bắc của nó đạt tới 1,8 phút vĩ độ hoặc khoảng 3,3 km (2,1 mi) về phía nam của đường xích đạo. Perú có chung biên giới đất liền với Ecuador, Colombia, Brasil, Bolivia và Chile, với biên giới đất liền dài nhất được chia sẻ với Brasil.
Perú có diện tích 1.285.216 km2 (496.225 dặm vuông Anh), nằm ở tây bộ Nam Mỹ. Quốc gia này có biên giới với Ecuador và Colombia ở phía bắc, Brasil ở phía đông, Bolivia ở phía đông nam, Chile ở phía nam, và phía tây là Thái Bính Dương. Dãy núi Andes chạy song song với Thái Bình Dương; dãy núi này phân quốc gia thành ba khu vực về mặt địa lý. costa (duyên hải) ở phía tây là một đồng bằng hẹp, phần lớn là khô hạn ngoại trừ các thung lũng hình thành từ các sông theo mùa. sierra (đất cao) là khu vực Andes; gồm có cao nguyên Altiplano và đỉnh cao nhất quốc gia là Huascarán với cao độ 6.768 m (22.205 ft). Vùng thứ ba là selva (rừng rậm) với địa hình bằng phẳng trải rộng với các rừng mưa Amazon mở rộng về phía đông. Khoảng 60% diện tích quốc gia thuộc vùng thứ ba này.

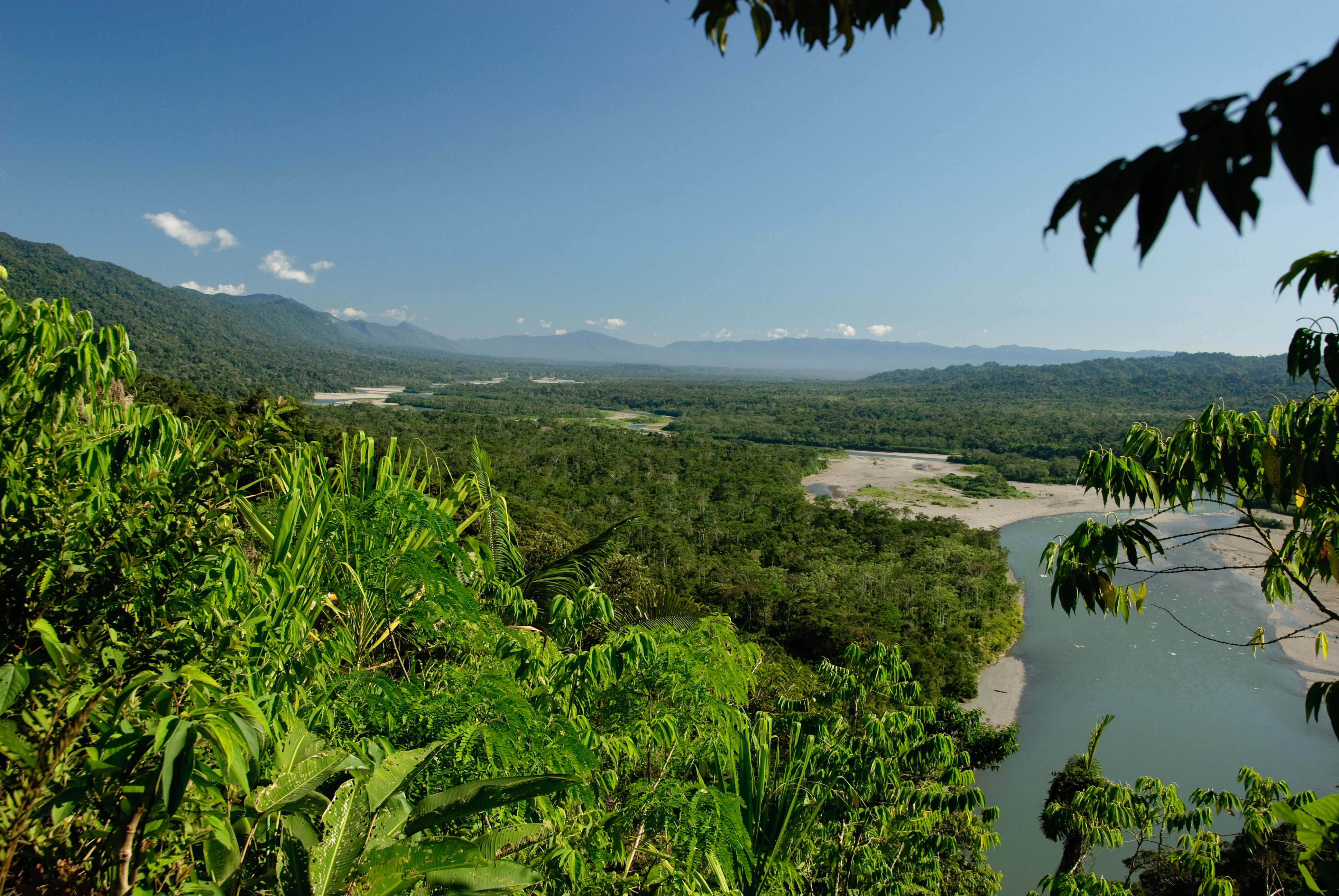
Vườn quốc gia Manú, một khu dự trữ sinh quyển tại phần bồn địa Amazon thuộc Perú

Hầu hết sông tại Perú bắt nguồn từ các đỉnh của dãy Andes và chảy vào một trong ba lưu vực. Những sông đổ về Thái Bình Dương có đặc điểm là dốc và ngắn, dòng chảy không liên tục. Các chi lưu của sông Amazon có chiều dài lớn hơn, có dòng chảy lớn hơn nhiều, và có độ dốc nhỏ hơn khi ra khỏi khu vực sierra. Các sông đổ vào hồ Titicaca thường có chiều dài ngắn và có dòng chảy lớn. Các sông dài nhất chảy qua lãnh thổ Perú là Ucayali, Marañón, Putumayo, Yavarí, Huallaga, Urubamba, Mantaro, và Amazon.
Ảnh hưởng của dãy Andes và hải lưu Humboldt khiến quốc gia này có sự đa dạng rất lớn về khí hậu. Khu vực costa có nhiệt độ ôn hòa, lượng mưa thấp, độ ẩm cao, trừ phần phía bắc ấm hơn và có lượng mưa lớn hơn. Khu vực sierra có mưa thường xuyên vào mùa hạ, nhiệt độ và ẩm độ giảm theo cao độ cho đến các đỉnh núi đóng băng của dãy Andes. Khu vực selva có đặc trưng là lượng mưa lớn và nhiệt độ cao, ngoại trừ phần cực nam- là nơi có mùa đông lạnh và có mưa theo mùa. Do địa hình và khí hậu đa dạng, Perú có đa dạng sinh học cao với 21.462 loài thực vật và động vật ghi nhận được tính đến năm 2003; 5.855 trong số đó là loài đặc hữu.

## Lịch sử

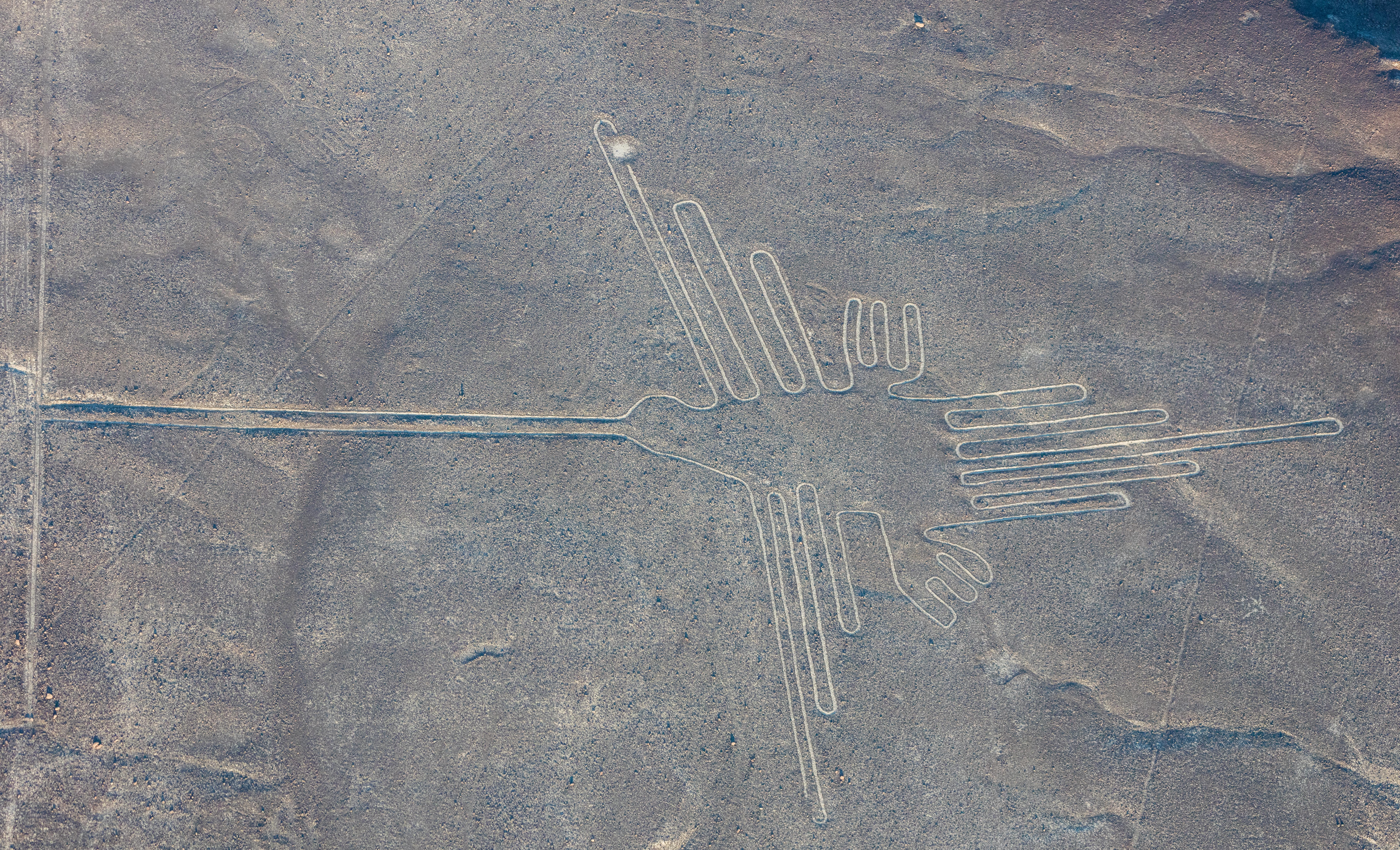
Những hình vẽ trên cao nguyên Nazca

Các bằng chứng sớm nhất về sự hiện diện của con người tại lãnh thổ Perú có niên đại khoảng 9.000 năm TCN. Xã hội phức tạp cổ nhất được biết đến tại Perú là văn minh Norte Chico, nền văn minh này hưng thịnh dọc theo bờ biển Thái Bình Dương trong khoảng từ 3.000 đến 1.800 TCN. Theo sau những phát triển ban đầu này là các nền văn hóa khảo cổ học như Cupisnique, Chavin, Paracas, Mochica, Nazca, Wari, và Chimú. Vào thế kỷ XV, người Inca nổi lên thành một quốc gia hùng mạnh, tạo thành đế quốc lớn nhất châu Mỹ thời kỳ tiền Colombo, Đế quốc Inca tồn tại gần một thế kỷ. Các xã hội Andes dựa vào nông nghiệp, sử dụng các kỹ thuật như thủy lợi và ruộng bậc thang; chăn nuôi lạc đà và ngư nghiệp cũng là hoạt động quan trọng. Tổ chức xã hội dựa trên sự hỗ thù và tái phân phối do các xã hội này không có khái niệm về thị trường hay tiền tệ.
Vào tháng 12 năm 1532, một toán conquistador dưới quyền chỉ huy của Francisco Pizarro đánh bại và bắt giữ Hoàng đế Inca Atahualpa. Mười năm sau, Vương quốc Tây Ban Nha thiết lập Phó vương quốc Perú để quản lý hầu hết các thuộc địa tại Nam Mỹ của họ. Phó vương Francisco de Toledo tái tổ chức quốc gia trong thập niên 1570, hoạt động kinh tế chính là khai mỏ bạc và nguồn lao động chính là những lao động cưỡng bức người da đỏ.

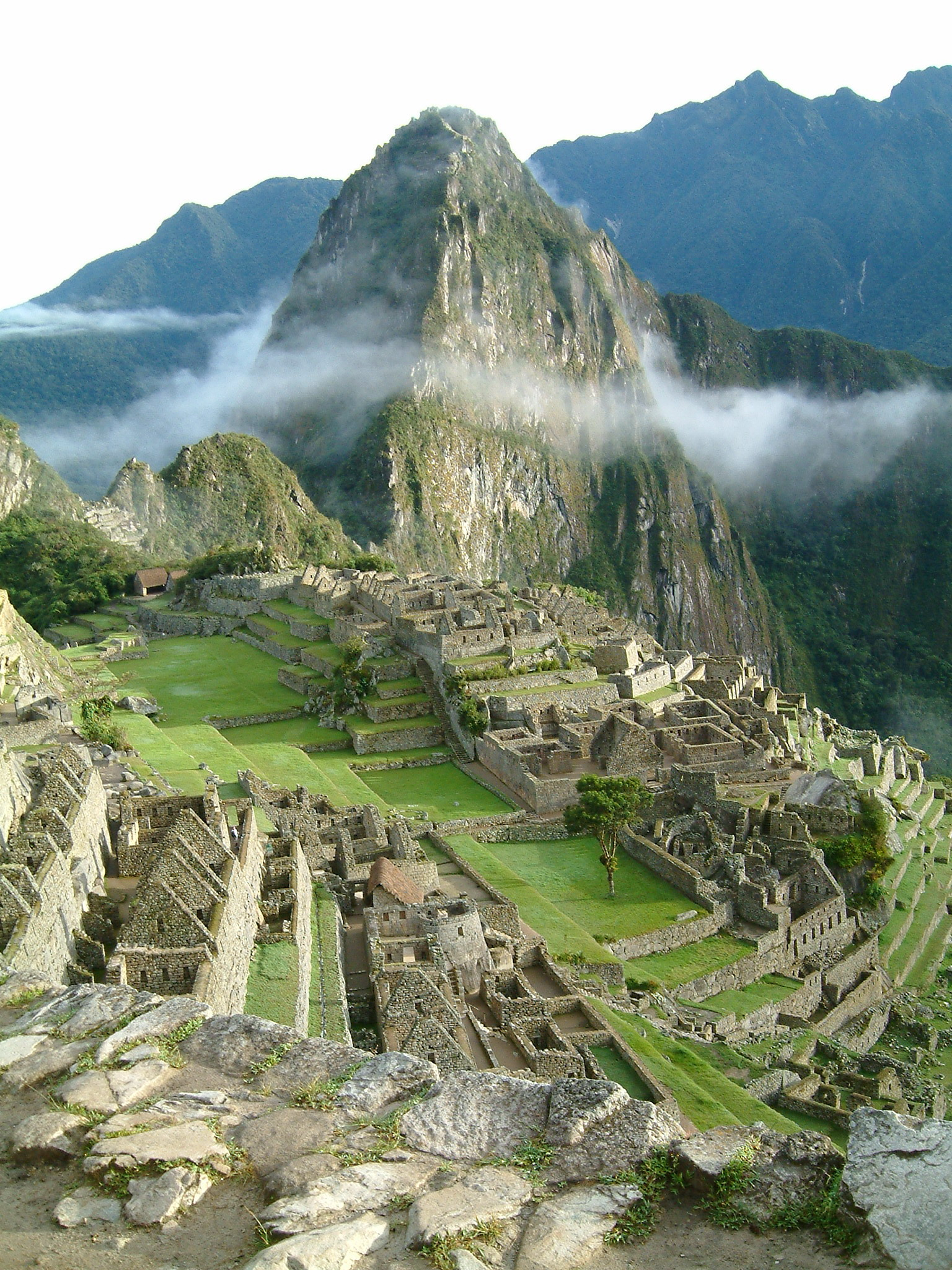
Machu Picchu, một di chỉ thuộc văn minh Inca

Quảng trường chính của Lima khoảng năm 1843.

Các thoi bạc của Perú cung cấp thu nhập cho Vương quốc Tây Ban Nha và thúc đẩy một mạng lưới mậu dịch phức tạp trải rộng đến tận châu Âu và Philippines. Tuy nhiên, vào thế kỷ XVIII, sản lượng bạc suy giảm và kinh tế đa dạng hóa khiến cho thu nhập của vương thất Tây Ban Nha giảm mạnh. Nhằm phản ứng, triều đình ban hành các cải cách Bourbon, với một loạt các chiếu chỉ nhằm tăng thuế và phân chia Phó vương quốc. Các luật mới kích động các cuộc nổi dậy như của Túpac Amaru II, song tất cả đều bị đàn áp.
Vào đầu thế kỷ XIX, trong khi hầu hết Nam Mỹ bị cuốn vào các cuộc chiến giành độc lập, thì Perú vẫn là một thành trì của những người bảo hoàng. Do giới tinh hoa dao động giữa giải phóng và trung thành với chế độ quân chủ Tây Ban Nha, Perú chỉ giành được độc lập sau khi bị chiếm đóng do chiến dịch quân sự của José de San Martín và Simón Bolívar. Trong những năm đầu cộng hòa, đấu tranh cục bộ nhằm giành quyền lực giữa các lãnh đạo quân sự khiến cho chính trị bất ổn định.
Đặc tính dân tộc Perú được rèn luyện trong giai đoạn này, khi mà các kế hoạch của Simón Bolívar nhằm thành lập một Liên minh Mỹ Latinh gặp khó khăn và một liên minh với Bolivia sớm tàn. Từ thập niên 1840 đến thập niên 1860, Perú trải qua một giai đoạn ổn định trong nhiệm kỳ tổng thống của Ramón Castilla nhờ thu nhập quốc gia tăng lên từ xuất khẩu phân chim. Tuy nhiên, đến thập niên 1870, tài nguyên này bị cạn kiệt, quốc gia lâm vào tình trạng nợ nần nghiêm trọng, và đấu tranh chính trị lại nổi lên.
Perú chiến bại trước Chile trong Chiến tranh Thái Bình Dương 1879–1883, phải nhượng hai tỉnh Arica và Tarapacá theo các hiệp ước Ancón và Lima. Tiếp sau đấu tranh nội bộ hậu chiến là một giai đoạn ổn định dưới sự lãnh đạo của Đảng Bình dân, giai đoạn này kéo dài đến khi bắt đầu chế độ độc tài của Augusto B. Leguía. Đại khủng hoảng khiến Leguía bị hạ bệ, hồi phục rối loạn chính trị, và Đảng Nhân dân Cách mạng châu Mỹ (APRA) nổi lên. Trong ba thập niên sau đó, chính trị Perú có đặc điểm là tình trạng kình địch giữa tổ chức này và một liên minh của giới tinh hoa và quân sự.
Năm 1968, Lực lượng vũ trang Perú dưới sự chỉ huy của Tướng General Juan Velasco Alvarado tiến hành đảo chính chống Tổng thống Fernando Belaunde. Chế độ mới cam kết cải cách triệt để nhằm thúc đẩy phát triển, song không nhận được ủng hộ rộng rãi. Năm 1975, Tướng Francisco Morales Bermúdez thay thế Velasco, làm tệ liệt các cải cách, và giám thị việc tái lập chế độ dân chủ. Trong thập niên 1980, Perú phải đối mặt với nợ nước ngoài lớn, lạm phát ngày càng tăng, buôn bán ma túy nổi lên, và bạo lực chính trị quy mô lớn. Trong nhiệm kỳ tổng thống của Alberto Fujimori (1990–2000), quốc gia bắt đầu phục hồi; tuy nhiên, các cáo buộc độc đoán, tham nhũng, và vi phạm nhân quyền buộc Fujimori phải từ nhiệm sau cuộc bầu cử năm 2000 gây tranh cãi. Từ khi chế độ của Fujimori kết thúc, Perú cố gắng chống tham nhũng trong khi duy trì tăng trưởng kinh tế.

## Chính trị

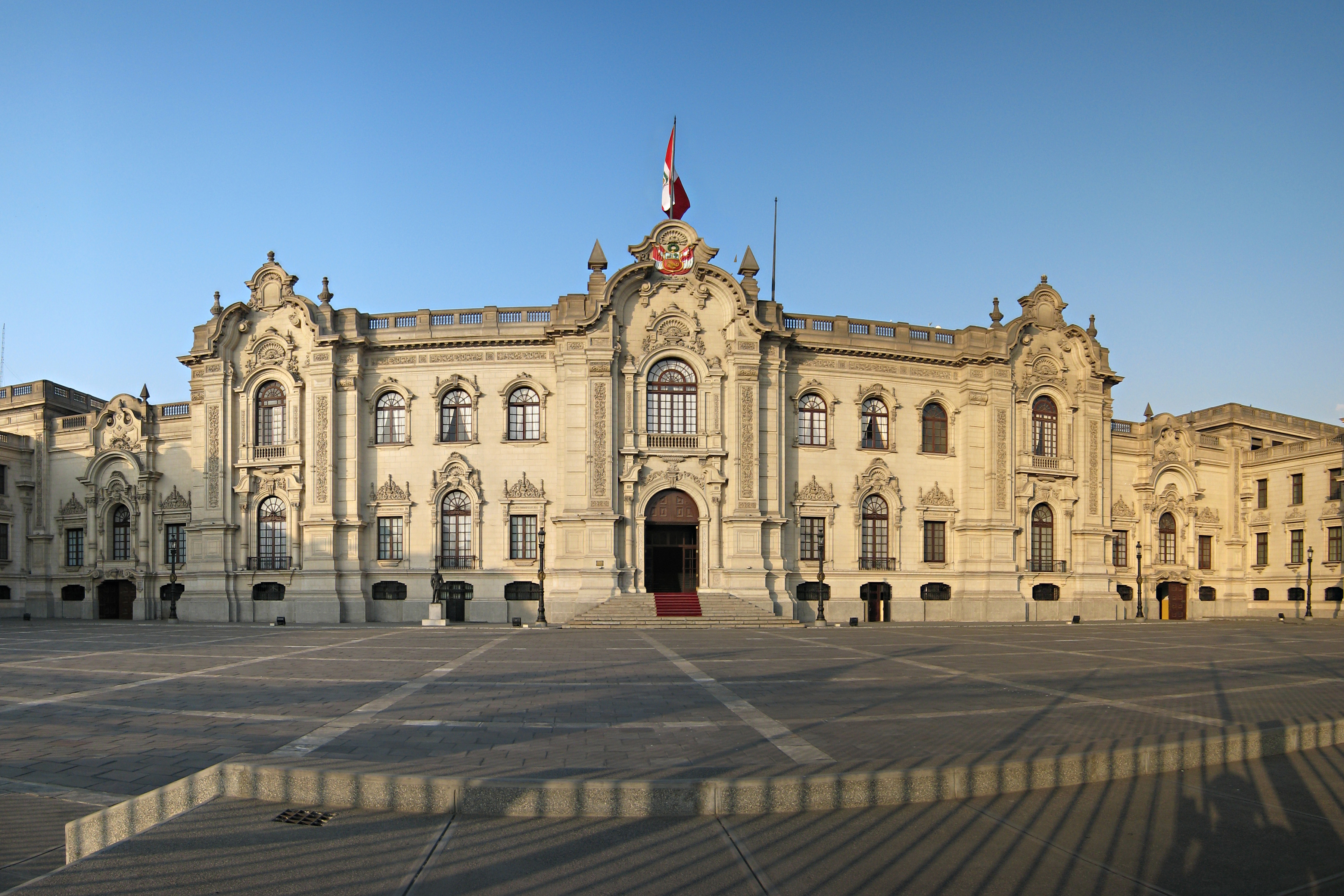
Phủ Tổng thống Perú tại Lima.

Perú là một nước cộng hòa dân chủ đại nghị tổng thống với một hệ thống đa đảng. Theo hiến pháp hiện nay, Tổng thống là nguyên thủ quốc gia và chính phủ; người này được bầu cho một nhiệm kỳ 5 năm. Tổng thống chỉ định Thủ tướng, và cố vấn trong việc bổ nhiệm các thành viên khác của Hội đồng Bộ trưởng. Nghị viện theo nhất viện chế với 130 thành viên được bầu cho một nhiệm kỳ 5 năm. Các dự luật có thể được nhánh hành pháp hoặc lập pháp đệ trình, chúng sẽ thành luật sau khi được Nghị viện thông qua và được Tổng thống ban hành. Bộ máy tư pháp độc lập trên danh nghĩa, song sự can thiệp của chính quyền đối với các vấn đề pháp luật đã phổ biến trong suốt lịch sử và được cho là vẫn tiếp tục đến nay.
Chính phủ Perú được bầu cử trực tiếp, và bầu cử là bắt buộc đối với tất cả công dân từ 18 đến 70 tuổi. Cuộc bầu cử tổ chức vào năm 2011 kết thúc với chiến thắng của ứng cử viên tổng thống Ollanta Humala thuộc liên minh Gana Perú trước Keiko Fujimori thuộc Fuerza 2011. Nghị viện hiện gồm có Gana Perú (47 ghế), Fuerza 2011 (37 ghế), Alianza Parlamentaria (20 ghế), Alianza por el Gran Cambio (12 ghế), Solidaridad Nacional (8 ghế) và Concertación Parlamentaria (6 ghế).
Các xung đột biên giới với các quốc gia láng giềng chi phối quan hệ đối ngoại của Perú, hầu hết chúng đều được giải quyết xong trong thế kỷ XX. Hiện nay, Perú có tranh chấp giới hạn hàng hải với Chile trên Thái Bình Dương. Perú là một thành viên tích cực của một số tổ chức khu vực và là một trong số các quốc gia sáng lập Cộng đồng các quốc gia Andes. Quốc gia này cũng tham gia các tổ chức quốc tế như Tổ chức các quốc gia châu Mỹ và Liên Hợp Quốc. Quân đội Perú gồm có lực lượng lục quân, hải quân và không quân; nhiệm vụ chính của quân đội Perú là bảo vệ độc lập, chủ quyền, toàn vẹn lãnh thổ của quốc gia. Các lực lượng vũ trang trực thuộc Bộ Quốc phòng và Tổng thống với vai trò là Tổng tư lệnh. Chế độ cưỡng bách tòng quân bị bãi bỏ vào năm 1999, thay thế là phục vụ quân sự tự nguyện.

## Phân cấp hành chính
Perú được chia thành 25 vùng và tỉnh Lima. Mỗi vùng có một chính phủ được bầu gồm có Thống đốc và hội đồng, họ phục vụ theo các nhiệm kỳ 4 năm. Các chính phủ này đặt kế hoạch phát triển vùng, thực hiện các dự án đầu tư công, xúc tiến hoạt động kinh tế, và quản lý tài sản công. Tỉnh Lima được quản lý bởi một hội đồng thành phố. Mục tiêu của việc ủy thác quyền cho các chính phủ địa phương và thành phố, cùng với các hành động khác, là nhằm cải thiện sự tham gia của quần chúng. Các tổ chức phi chính phủ đóng một vai trò quan trọng trong quá trình phân tán quyền lực và vẫn có ảnh hưởng đến chính trị địa phương.
Vùng
| - Amazonas - Ancash - Apurímac - Arequipa - Ayacucho - Cajamarca - Callao - Cuzco - Huancavelica - Huánuco - Ica - Junín - La Libertad | - Lambayeque - Lima - Loreto - Madre de Dios - Moquegua - Pasco - Piura - Puno - San Martín - Tacna - Tumbes - Ucayali |  |

Tỉnh
- Lima

## Kinh tế
Kinh tế Perú được Ngân hàng Thế giới phân loại là thu nhập trung bình cao và lớn thứ 52 thế giới và lớn thứ 7 khu vực Mỹ Latin. Năm 2011, Perú là một trong các nền kinh tế tăng trưởng nhanh nhất thế giới nhờ bùng nổ kinh tế trong thập niên 2000. Perú có chỉ số phát triển con người 0,752 theo số liệu năm 2011. Về mặt lịch sử, kinh tế quốc gia gắn liền với xuất khẩu, thu về ngoại tệ mạnh để chi cho nhập khẩu và thanh toán nợ nước ngoài. Mặc dù chúng đem đến thu nhập đáng kể, song tăng trưởng độc lập và phân bổ thu nhập công bằng hơn tỏ ra khó đạt được. Theo dữ liệu năm 2010, 31,3% tổng dân số Perú là người nghèo.
Chính sách kinh tế của Perú thay đổi nhiều trong những thập niên qua. Chính phủ của Juan Velasco Alvarado (1968–1975) tiến hành các cải cách triệt để, trong đó có cải cách ruộng đất, quốc hữu hóa các công ty ngoại quốc, mở đầu hệ thống kinh tế kế hoạch, và thiết lập một khu vực quốc doanh lớn. Mục tiêu của các chính sách này là tái phân phối thu nhập và chấm dứt sự phụ thuộc kinh tế vào các quốc gia phát triển song kết quả là thất bại.
Bất chấp kết quả này, hầu hết các cải cách vẫn được thực hiện cho đến thập niên 1990, khi chính phủ tự do hóa của Alberto Fujimori chấm dứt việc kiểm soát giá, bảo hộ mậu dịch, hạn chế đầu tư trực tiếp nước ngoài, và hầu hết quyền sở hữu nhà nước trong các công ty. Các cải cách dẫn đến tăng trưởng kinh tế liên tục từ 1993, ngoại trừ một sự sụt giảm sau Khủng hoảng tài chính châu Á 1997.
Các ngành dịch vụ chiếm 53% tổng sản phẩm quốc nội của Perú, kế tiếp là ngành chế tạo (22,3%), công nghiệp khai khoáng (15%), và các loại thuế (9,7%). Tăng trưởng kinh tế gần đây được thúc đẩy thông qua ổn định kinh tế vĩ mô, cải thiện các điều kiện thương mại, tăng đầu tư và tiêu dùng. Mậu dịch dự kiến sẽ tăng hơn nữa sau khi thực hiện một thỏa thuận mậu dịch tự do với Hoa Kỳ được ký vào năm 2006. Các mặt hàng xuất khẩu chính của Perú là đồng, vàng, thiếc, hàng dệt may, và bột cá; Các đối tác mậu dịch chính của Perú là Hoa Kỳ, Trung Quốc, Brasil và Chile.

## Nhân khẩu
| Thành phần chủng tộc và dân tộc tại Peru (nghiên cứu năm 2006) Instituto Nacional de Estadística e Informática (INEI) | Thành phần chủng tộc và dân tộc tại Peru (nghiên cứu năm 2006) Instituto Nacional de Estadística e Informática (INEI) | Thành phần chủng tộc và dân tộc tại Peru (nghiên cứu năm 2006) Instituto Nacional de Estadística e Informática (INEI) | Thành phần chủng tộc và dân tộc tại Peru (nghiên cứu năm 2006) Instituto Nacional de Estadística e Informática (INEI) | Thành phần chủng tộc và dân tộc tại Peru (nghiên cứu năm 2006) Instituto Nacional de Estadística e Informática (INEI) |
| --- | --- | --- | --- | --- |
| Chủng tộc/Dân tộc | | | | |
| Mestizo (lai da trắng-đỏ)                                                                                             | Mestizo (lai da trắng-đỏ)                                                                                             | | 59.5% | 59.5% |
| Quechua | Quechua | | 22.7% | 22.7% |
| Aymara | Aymara | | 2.7% | 2.7% |
| Da đỏ Amazon | Da đỏ Amazon | | 1.8% | 1.8% |
| Da trắng | Da trắng | | 4.9% | 4.9% |
| Da đen/Mulatto (lai da trắng-đen)                                                                                     | Da đen/Mulatto (lai da trắng-đen)                                                                                     | | 1.6% | 1.6% |
| Khác | Khác | | 6.7% | 6.7% |

| Tôn giáo tại Peru (điều tra 2007) | Tôn giáo tại Peru (điều tra 2007) | Tôn giáo tại Peru (điều tra 2007) | Tôn giáo tại Peru (điều tra 2007) | Tôn giáo tại Peru (điều tra 2007) |
| --------------------------------- | --------------------------------- | --------------------------------- | --------------------------------- | --------------------------------- |
| Tôn giáo                          | Tôn giáo                          |                                   | Tỷ lệ                             | Tỷ lệ                             |
| Công giáo Rôma                    | Công giáo Rôma                    |                                   | 81.3%                             | 81.3%                             |
| Tin Lành                          | Tin Lành                          |                                   | 12.5%                             | 12.5%                             |
| giáo phái khác                    | giáo phái khác                    |                                   | 3.3%                              | 3.3%                              |
| không tôn giáo                    | không tôn giáo                    |                                   | 2.9%                              | 2.9%                              |

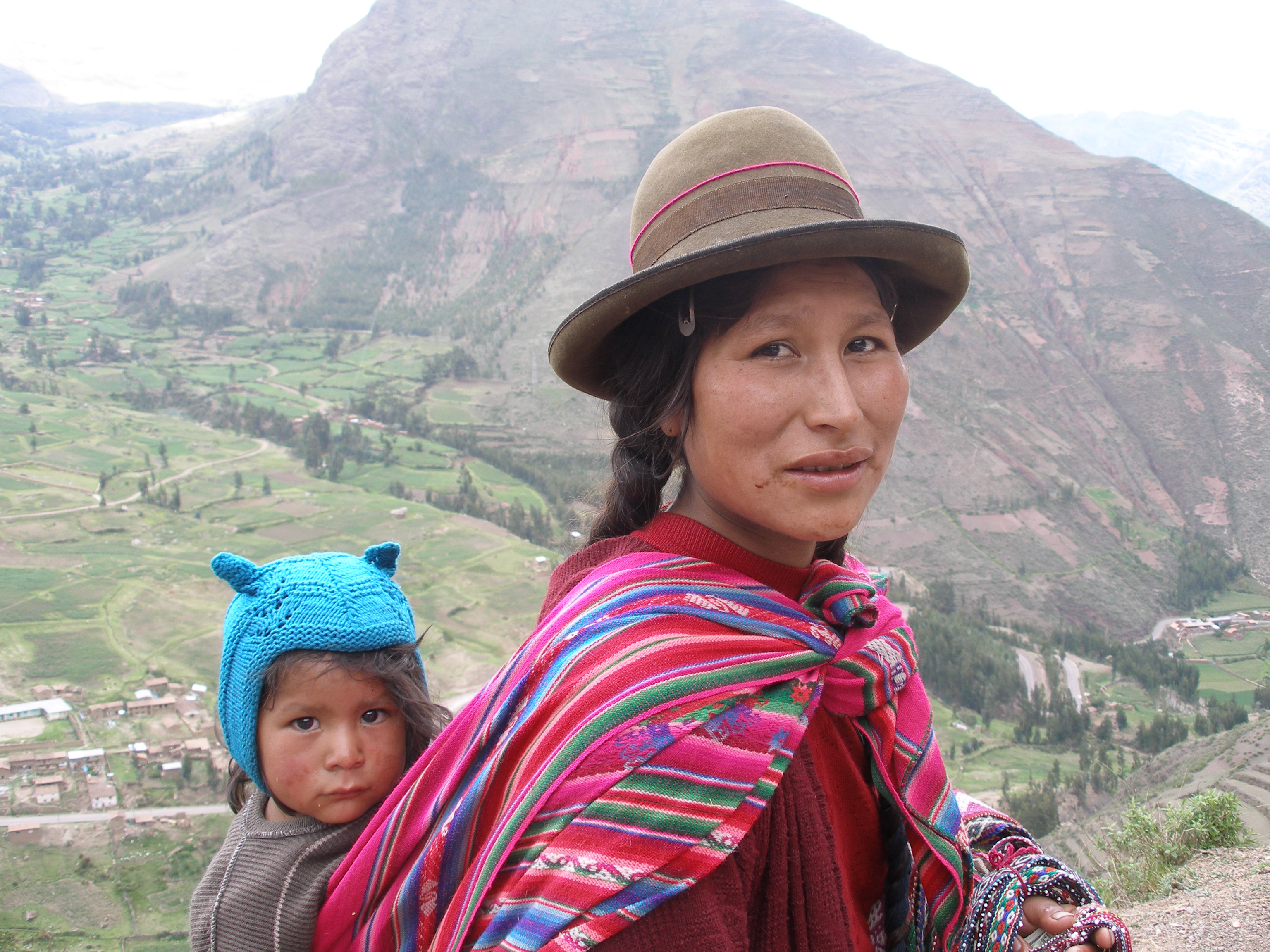
Một phụ nữ người da đỏ tại vùng núi Andes.

Perú là một quốc gia đa dân tộc, hình thành từ các nhóm dân tộc khác nhau trong năm thế kỷ. Người da đỏ sống ở lãnh thổ Perú ngày nay từ hàng thiên niên kỷ trước khi người Tây Ban Nha chinh phục khu vực vào thế kỷ XVI; theo sử gia Noble David Cook thì dân số của họ giảm từ khoảng 5–9 triệu vào thập niên 1520 xuống khoảng 600.000 vào năm 1620 với nguyên nhân chủ yếu là các bệnh truyền nhiễm. Người Tây Ban Nha và người da đen châu Phi đến với số lượng lớn trong thời thuộc địa, họ hỗn chủng trên quy mô lớn với nhau và với người bản địa. Những người Âu đến từ Ý, Tây Ban Nha, Pháp, Anh Quốc, và Đức dần nhập cư đến Perú sau khi quốc gia này độc lập. Perú giải phóng nô lệ da đen vào năm 1854. Người Hoa đến vào thập niên 1850, họ thay thế các công nhân nô lệ, và từ đó có ảnh hưởng rất lớn đối với xã hội Perú.
Cuộc điều tra dân số năm 1940 là cuộc điều tra dân số cuối cùng tại Perú nỗ lực phân loại các cá nhân theo dân tộc, khi đó 53% dân số nhận là người da trắng hoặc mestizo (lai da trắng và da đỏ) và 46% nhận là người da đỏ. Theo CIA World Factbook, phần lớn dân cư Perú là người da đỏ, hầu hết là Quechua và Aymara, sau đó là người mestizo. Trong một cuộc nghiên cứu vào năm 2006 của Cơ quan quốc gia về Thống kê và Tin học (INEI), dân cư Perú phần lớn nhận là mestizo (59,5%), sau đó là Quechua (22,7%), Aymara (2,7%), Amazon (1,8%), đen/Mulatto (1,6%), trắng (4,9%), và "khác" (6,7%).
Với khoảng 29,5 triệu cư dân, Perú là quốc gia đông dân thứ 5 tại Nam Mỹ. Mức tăng trưởng dân số giảm từ 2,6% xuống 1,6% trong giai đoạn 1950 đến 2000; dân số Perú dự kiến đạt khoảng 42 triệu vào năm 2050. Năm 2007, 75,9% dân cư Perú sống tại các khu vực đô thị và 24,1% tại các khu vực nông thôn. Các thành phố chính là Lima, Arequipa, Trujillo, Chiclayo, Piura, Iquitos, Cusco, Chimbote, và Huancayo; các thành phố này đều có trên 250.000 cư dân theo điều tra dân số năm 2007. Có 15 bộ lạc da đỏ chưa tiếp xúc tại Perú.
Tiếng Tây Ban Nha là ngôn ngữ thứ nhất của 83,9% người Perú 5 tuổi hoặc lớn hơn theo số liệu năm 2007. Tiếng Tây Ban Nha cùng tồn tại với một số ngôn ngữ bản địa, thông dụng nhất là tiếng Quechua được 12% dân số nói. Các ngôn ngữ bản địa và ngoại quốc khác được nói nhiều vào thời điểm đó lần lượt chiếm 2,7% và 0,1% dân số Perú.
Theo điều tra dân số năm 2007, 81,3% dân số trên 12 tuổi mô tả bản thân là tín hữu Công giáo, 12,5% là tín hữu Tin Lành, 3,3% theo các giáo phái khác, và 2,9% không tôn giáo. Tỷ lệ biết chữ ước tính là 92,9% trong năm 2007; mức này tại các khu vực nông thôn (80,3%) thấp hơn các khu vực thành thị (96,3%). Giáo dục tiểu học và trung học là bắt buộc và các trường công miễn học phí.

## Văn hóa

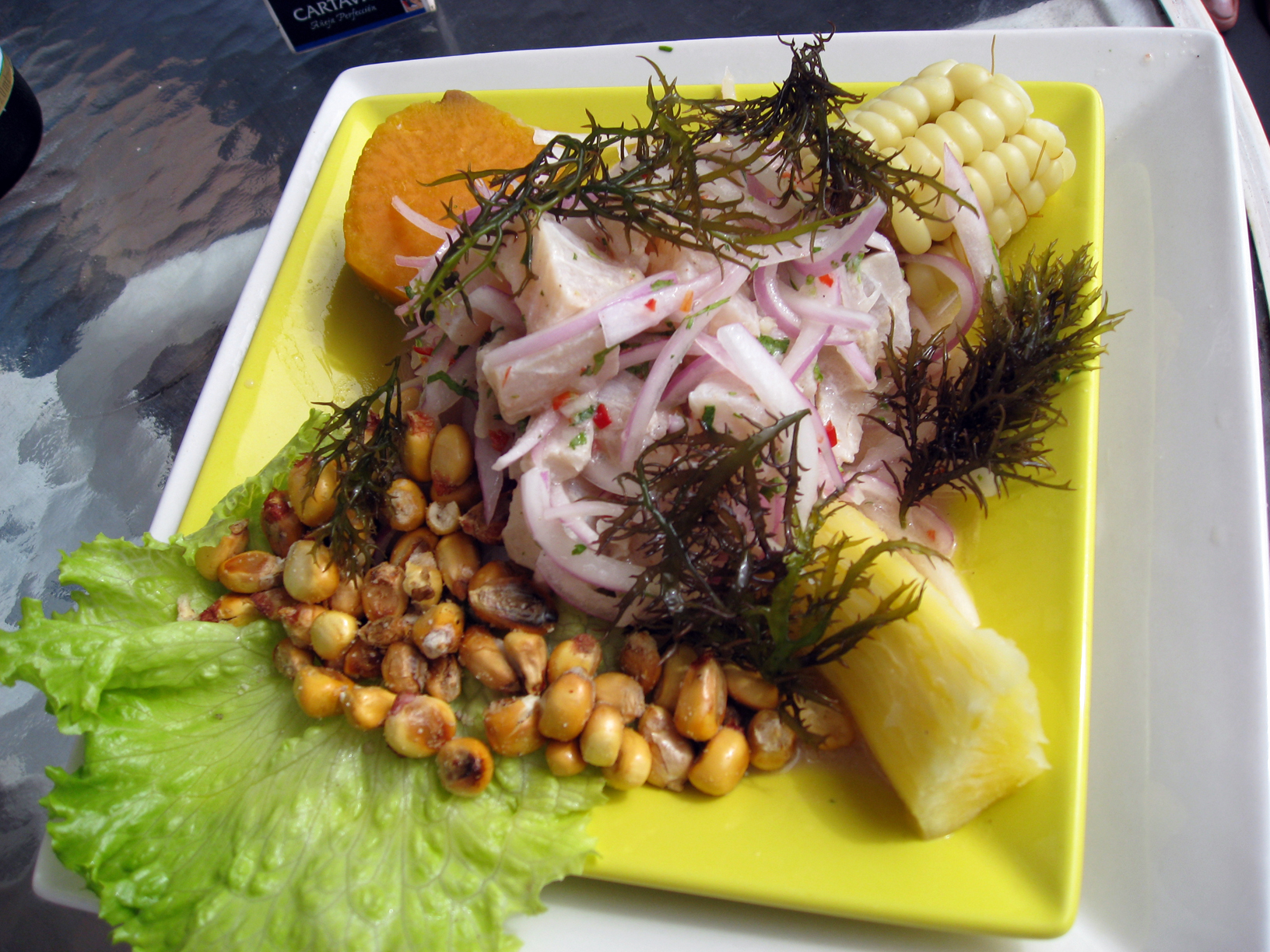
Ceviche là một món ăn truyền thống phổ biến của Perú

Văn hóa Perú chủ yếu bắt nguồn từ truyền thống của người da đỏ và người Tây Ban Nha, tuy nhiên nó cũng chịu ảnh hưởng từ các dân tộc Á, Phi, và Âu khác. Truyền thống nghệ thuật của Perú có truy nguyên từ những đồ gốm, đồ dệt may, trang sức, và công trình điêu khắc của văn hóa tiền Inca. Người Inca duy trì các nghề thủ công này và đạt được những thành tựu về kiến trúc như xây dựng Machu Picchu. Baroque chi phối nghệ thuật Perú thuộc địa, song cũng có cải biến theo truyền thống bản địa.
Trong giai đoạn thuộc địa, nghệ thuật hầu hết tập trung vào chủ đề tôn giáo; biểu hiện là số lượng nhà thờ đông đảo trong thời kỳ này và các bức họa của trường phái Cuzco. Nghệ thuật đình đốn sau khi độc lập, kéo dài cho đến khi ý thức hệ Indigenismo nổi lên vào đầu thế kỷ XX. Từ thập niên 1950, nghệ thuật Perú được chiết trung hóa và định hình bởi cả dòng chảy nghệ thuật ngoại quốc và địa phương.
Văn chương Perú bắt nguồn từ truyền thống truyền khẩu của các nền văn minh thời kỳ tiền Colombo. Người Tây Ban Nha đem đến chữ viết vào thế kỷ XVI; văn chương thuộc địa bao gồm các biên niên sử và văn chương tôn giáo. Sau khi độc lập, chủ nghĩa phong tục và chủ nghĩa lãng mạn trở thành những thể loại văn học phổ biến nhất, minh chứng qua các tác phẩm của Ricardo Palma. Phong trào Indigenismo vào đầu thế kỷ XX do các nhà văn như Ciro Alegría và José María Arguedas lãnh đạo. Văn chương Perú hiện đại được thừa nhận là nhờ vào các tác gia như Mario Vargas Llosa, ông là một thành viên quan trọng của phong trào Mỹ Latinh bùng nổ.
Ẩm thực Perú pha trộn giữa các món ăn da đỏ và Tây Ban Nha, với ảnh hưởng mạnh của cách nấu ăn kiểu Trung Hoa, châu Phi, Ả Rập, Ý, và Nhật Bản. Các món ăn phổ biến là anticuchos, ceviche, và pachamanca. Khí hậu đa dạng của Perú tạo diều kiện cho sự phát triển của các loại thực vật và động vật khác nhau, là một điều tốt cho ẩm thực.

Âm nhạc Perú có nguồn gốc Andes, Tây Ban Nha và châu Phi. Vào thời kỳ tiền Tây Ban Nha, biểu hiện âm nhạc có sự khác biệt lớn giữa các vùng; quena và tinya là hai nhạc cụ phổ biến. Người Tây Ban Nha đưa đến nhiều nhạc cụ mới, chẳng hạt như ghi-ta và hạc, kéo theo sự phát triển của các nhạc cụ tạp giao như charango. Đóng góp của người gốc Phi cho âm nhạc Perú gồm các nhịp điệu của họ và cajón, một nhạc cụ gõ. Vũ đạo dân gian Perú gồm có marinera, tondero, zamacueca, diablada và huayno.